# Santa Non
Non, chiamata anche Nonita (in latino) o Nonna (in inglese) (475 – 3 marzo VI secolo), è stata una religiosa inglese, ricordata principalmente per essere stata la madre di san David, patrono del Galles; è venerata come santa dalla Chiesa cattolica.

## Biografia

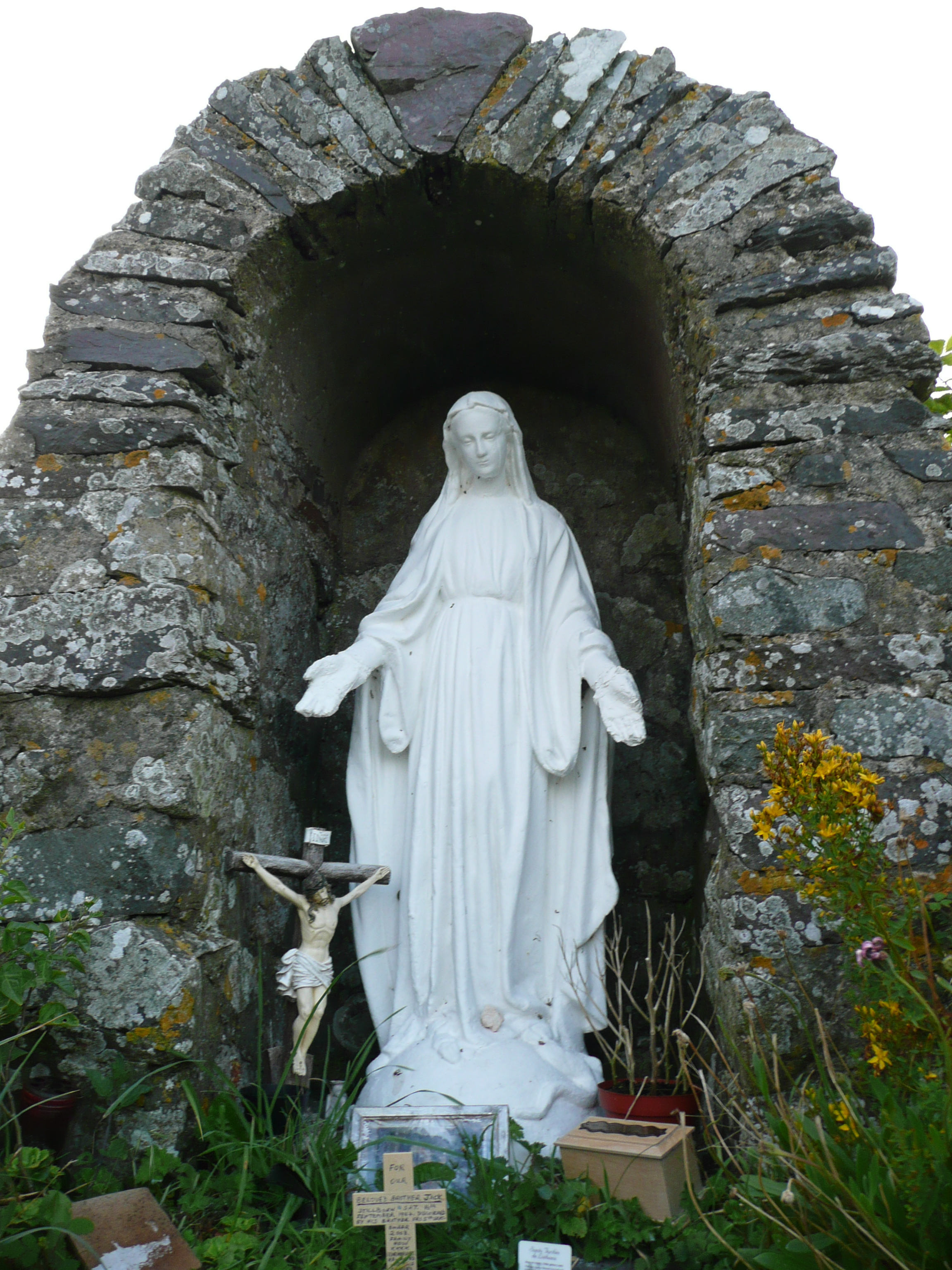
Statua della santa (Non's Chapel)

La vita di San Davide fu scritta intorno al 1095 da Rhygyfarch, ed è la nostra principale fonte di conoscenza per la vita di San Davide (morto intorno al 589) e di sua madre. Rhigyfarch era un chierico normanno il cui padre era stato vescovo di San Davide per 10 anni.
Secondo la tradizione, Non è la più nota delle figlie di lord Cynyr Ceinfarfog di Caer Goch; sua sorella era santa Wenna. Alcune fonti indicano che fosse vedova, ma non citano il nome del marito. Si fece suora a Ty Gwyn, presso Whitesands Bay (nel Dyfed), dove venne sedotta (oppure violentata) dal principe Sandde di Ceredigion, negli ultimi anni del V secolo. 
Rimasta incinta, Non fuggì e finì per partorire a Caerfai Bay (o St. Non's Bay), sulla costa appena a sud di Mynyw (l'attuale St David's), durante una violenta tempesta. La leggenda vuole che durante il parto Non si sia aggrappata ad una roccia di fianco a lei tanto forte da lasciarci le impronte: il bambino nacque con un'esplosione di luce e la roccia venne spaccata in due da un fulmine. Non chiamò suo figlio Dewi, che divenne poi noto come David del Galles.
Non portò il figlio a Henfeynyw, presso Aberaeron, e più tardì fondarono assieme un convento a Llanon (villaggio che prende da lei il nome). Anni dopo si trasferì nel Cerniw per stare vicina alla sorella: presi due buoi, fece trascinare loro un altare fino a che non si fermarono ad Altarnun, dove si stabilì fondando un monastero. Si ritirò infine in Bretagna, a Dirinon, dove fondò un terzo monastero e dove morì per cause naturali il 3 marzo (di anno imprecisato).

## Culto
Il luogo dove Non partorì David prende oggi il nome di Capel Non e vi venne successivamente costruita una cappella, ora in rovina; nel 1934, un privato fece ricostruire la cappella nelle vicinanze. Vicino, nei pressi di un pozzo sacro, si trova una statua della santa: il pozzo, secondo la leggenda, venne creato proprio durante la tempesta durante la quale Non partorì il figlio.

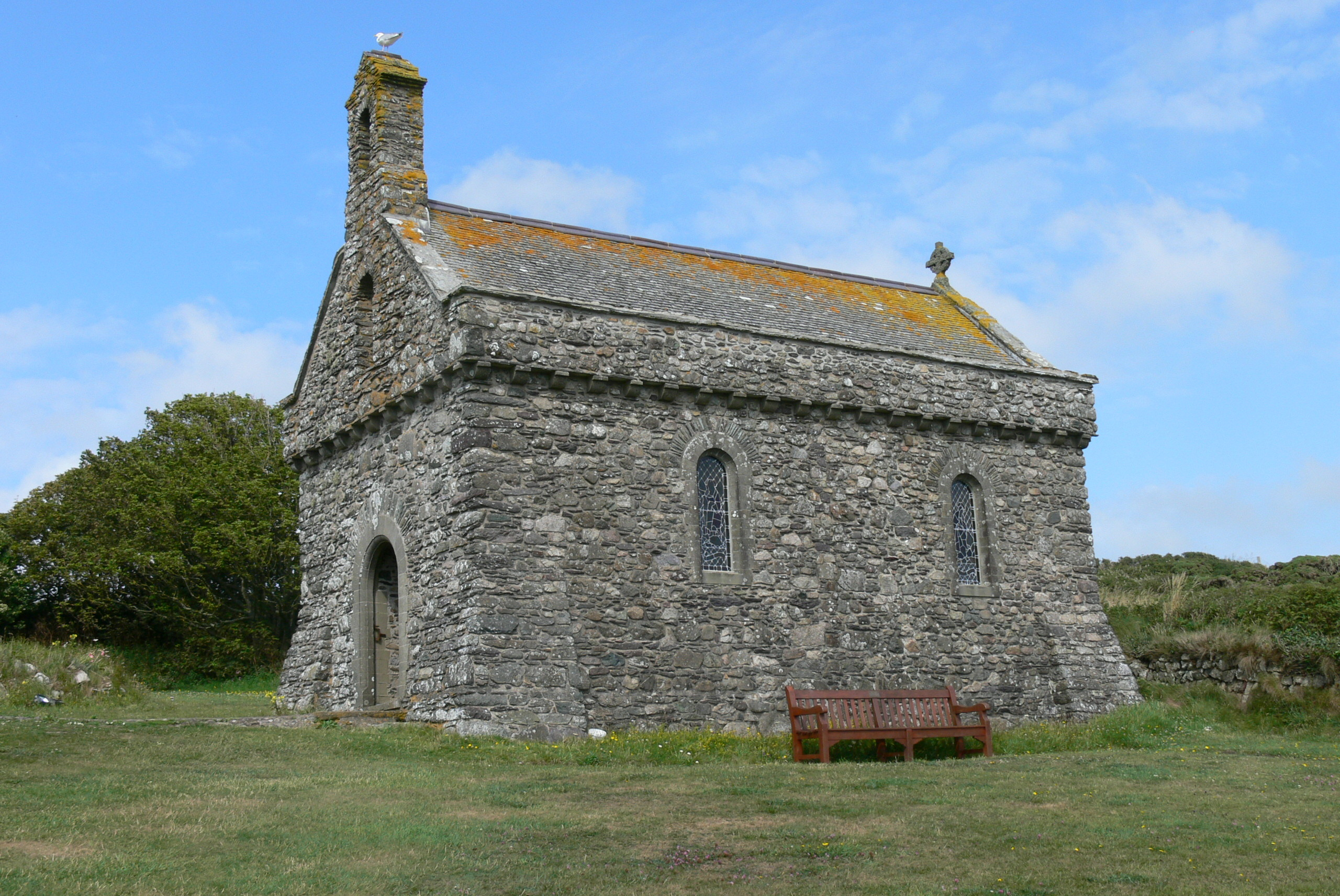
Cappella di Nostra Signora e Santa Non, Pembrokeshire, costruita nel 1934.

Un santuario è inoltre situato nel luogo della morte. Le sue reliquie erano interrate ad Altarnun, in Cornovaglia, ma andarono distrutte durante la Riforma protestante; nella cittadina si erge però ancora una chiesa in sua memoria. La santa è inoltre venerata anche a Pelynt, di cui è patrona e che prende da lei il nome, ed un'altra chiesa a lei dedicata si trova a Llanerchaeron. 
Va notato che alcune fonti indicano la stretta somiglianza fra il nome della santa, "Non", e la parola inglese nun, "suora", e ipotizzano che l'intera storia della santa sia stata inventata; d'altronde, anche il nome del padre di David, "Sandde", può essere ricollegato al termine saint ("santo").